# Patrice Evra
Patrice Latyr Evra (Dakar, 15 de maio de 1981) é um ex-futebolista franco-senegalês que atuava como lateral-esquerdo. 
É conhecido por ter jogado cinco finais da Liga dos Campeões por três clubes diferentes (Mônaco, Manchester United e Juventus). Apenas o holandês Clarence Seedorf também realizou esse feito.
Seu primeiro clube foi o Les Ulis, em 1992, o que mais tarde lhe rendeu testes profissionais no Lens e no Rennes. Após a conclusão das avaliações, Evra foi rejeitado devido, principalmente, à sua baixa estatura.
Mais tarde, a conselho de um amigo, Evra resolveu atuar mais na parte defensiva e nisso teve a possibilidade de atuar como lateral nas categorias de base do Paris Saint Germain, mas novamente não conseguiu convencer os funcionários com sua capacidade técnica. Após voltar a jogar na base de um clube francês, um dirigente italiano viu em Evra as habilidades que franceses não viram, e o convidou a jogar pelo Monza, para disputar a Serie B do Campeonato Italiano em 1999. Evra logo deixou o clube por não ser muito aproveitado pelo treinador.
Durante anos, Evra atuou pela Seleção Francesa. Antes de jogar em alto nível, ele jogou na Sub-21. Ele fez sua estreia na equipe profissional em agosto de 2004, em um amistoso contra a Bósnia e Herzegovina. Evra participou em cinco grandes torneios internacionais pela França; as edições de 2008, 2012 e 2016 da Eurocopa e a Copa do Mundo de 2010 e a Copa do Mundo de 2014. Na primeira competição, ele apareceu em dois jogos da fase de grupos. Antes da Copa do Mundo de 2010, Evra foi nomeado capitão da equipe nacional por Raymond Domenech e usou a braçadeira pela primeira vez no amistoso da equipe contra a Costa Rica, em maio 2010. No torneio, a França enfrentou uma campanha desastrosa, que viu os jogadores entrarem em greve. O incidente resultou em Evra, por seu papel como o capitão, sendo suspenso do serviço da equipe nacional por cinco partidas.

## Carreira

### Início da carreira
Evra começou sua carreira no futebol jogando por terra natal clube CO Les Ulis. Depois de jogar nas ruas por ano, ele foi levado para o clube pelo amigo Tshymen Buhanga, que informou ao treinador do clube: "Eu vou lhe trazer o novo Romário". Evra passou um ano no clube sob o olhar do técnico Jean-Claude Giordanella, que mais tarde se tornou vice-presidente do clube. Giordanella descreveu o jogador como mais quieto, quase tímido. Ele era um bom garoto. Evra continuou jogado futebol como atacante, durante o treinamento em Les Ulis, passou por testes com profissionais clubes Rennes e Lens. Após a conclusão das avaliações, Evra foi rejeitado principalmente devido ao seu tamanho. Em 1993, ele se juntou ao um clube amador: CSF Brétigny baseada no Brétigny-sur-Orge. Similar ao seu stint com Les Ulis, Evra entrou em testes com vários clubes, sobretudo Toulouse e Paris Saint-Germain. Ele finalmente assinou com um clube profissional.

### Manchester United
No dia 27 de dezembro de 2005, fontes francesas revelaram que o Manchester United estava interessado em contratar Evra. Em 10 de janeiro de 2006, a transferência foi oficializada, e Evra se juntou ao clube por uma taxa de transferência de cerca de 5,5 milhões de libras em um contrato de duração de três anos e meio.
Evra no início teve alguns problemas de adaptação ao futebol inglês, fez sua estreia pelo clube em 14 de janeiro em uma derrota por 3 a 1 para o Manchester City, pela Premier League. Após essa derrota, Evra afirmou que ainda não estava tão preparado para jogar numa equipe como o United. Em 2 de março, foi noticiado que o jogador do Liverpool, Steve Finnan havia ofendido racialmente Evra durante a partida. Finnan negou a acusação e, depois de uma investigação, a The Football Association (FA) decidiu não punir o jogador irlandês. Em sua primeira temporada pelo Manchester, Evra disputava posição com seu compatriota Mikaël Silvestre, e Ferguson, preferia utilizar Silvestre à Evra e assim fez com que Evra passasse a maioria dos jogos no banco de reservas. No dia 26 de novembro, Evra marcou seu primeiro gol pelo clube numa vitória por 3 a 0 contra a equipe do Everton, em jogo da Premier League.
Na temporada 2007–08, com Evra sendo mais utilizado pelo treinador, ele conquistou o título da Liga dos Campeões desta temporada, a final contra o Chelsea, no Estádio Lujniki em Moscou, ele foi titular e jogou os 90 minutos do tempo normal e mais a prorrogação, e o United foi campeão na disputa por pênaltis.

#### Luis Suárez
Evra voltaria a sofrer com insultos racistas, desta vez ditos por Luis Suárez, atacante do Liverpool, ocorridos no dia 15 de outubro de 2011. A FA puniu Suárez a suspensão por oito partidas. No reencontro de ambos, em 11 de fevereiro de 2012, Suárez não o cumprimentou antes da partida. Entretanto, no encontro de 23 de setembro, ambos se cumprimentam.

#### Capitão
Exerceu a função de capitão do Manchester no início de 2012 com a contusão do então líder Nemanja Vidić.

### Juventus
Evra transferiu-se em julho de 2014 para a Juventus por duas temporadas, custando 1 milhão e duzentos mil euros; em caso de qualificação para a Liga dos Campeões de 2015–16, serão pago mais 300 mil euros.

### Olympique de Marseille
No dia 25 de janeiro de 2017, assinou com o Olympique de Marseille por uma temporada e meia. No dia 3 de novembro, foi suspenso após agredir um torcedor do clube.

### Brentham FC
No ano de 2020, Evra voltou aos gramados para defender o modesto Brentham FC, da Middlesex County Football League, liga semiamadora que equivale à 11ª divisão inglesa. O objetivo do francês era disputar algumas partidas pelo clube e manter a forma física para poder participar de um jogo festivo pelo Manchester United no mês de setembro.

## Títulos
Mônaco
- Copa da Liga Francesa: 2003

Manchester United
- Premier League: 2006–07, 2007–08, 2008–09, 2010–11, 2012–13
- Copa da Liga Inglesa: 2005–06, 2008–09, 2009–10
- Supercopa da Inglaterra: 2007, 2008, 2010, 2011, 2013
- Liga dos Campeões da UEFA: 2007–08
- Mundial de Clubes da FIFA: 2008

Juventus
- Serie A: 2014–15, 2015–16
- Copa da Itália: 2014–15, 2015–16
- Supercopa da Itália: 2015

### Prêmios individuais
- 78º melhor jogador do ano de 2012 (The Guardian)[14]